# Mossberg 500
Il Mossberg 500 è una famiglia di fucili a pompa prodotti dall'azienda statunitense Mossberg & Sons. La serie 500 comprende modelli che condividono alcune componenti di base, ma si differenziano per diametro e lunghezza della canna, capacità del caricatore, materiali di realizzazione e impugnatura e calcio. I modelli inclusi nella serie 500 sono Mossberg 500, Mossberg 505, Mossberg 510, Mossberg 535 e Mossberg 590.